# Heterochelus swierstrai
Heterochelus swierstrai är en skalbaggsart som beskrevs av Kulzer 1960. Heterochelus swierstrai ingår i släktet Heterochelus och familjen Melolonthidae. Inga underarter finns listade i Catalogue of Life.